# Bernhard Cederholm
Bernhard Cederholm, född 24 maj 1678 i Stockholm, död 18 augusti 1750 i Östra Skrukeby församling, Östergötlands län, var en svensk ämbetsman; justitiekansler 1739-1741.

## Biografi
Bernhard Cederholm föddes 1678 i Stockholm. Han var son till inspektorn Nils Björnsson vid Stora sjötullen och Carin Nyman. Cederholm blev 27 oktober 1688 student vid Uppsala universitet och blev i september 1699 extra ordinarie kanslist i justitierevisionen. Han blev 1704 sekreterare hos ambassadören Johan Rosenhane i Berlin och var 17 april 1706 kanslist vid inrikes statsexpeditionen. Cederholm blev 21 juni 1710 registrator vid livländska expeditionen och förflyttades 16 november 1711 till inrikeskontoret. Han blev 2 januari 1714 sekreterare vid handelsexpeditionen och adlades 19 augusti samma år till Cederholm, tillsammans med brodern kaptenen Isak Cederholm vid Närkes och Värmlands regemente. Endast Bernhard Cederholm introducerades 1719 i Sveriges Riddarhus som nummer 1485. Han blev 18 juli 1718 lagman i Vadstena läns lagsaga och var även ordningsman 29 juli samma år. Cederholm blev 20 januari 1719 lagman i Värmlands lagsaga och ledamot i lagkommissionen. Han blev 19 februari 1728 ledamot i reduktionskommissionen och likvidationskommissionen. Cederhielm var 15 november 1733 revisionssekreterare och 29 maj 1739 justitiekansler. Han blev 4 november 1741 president i Göta hovrätt och utnämnda 26 september 1748 till RNO och 7 november 1748 till KNO. Han avled 1750 på Grimstad i Östra Skrukeby socken och begravdes i Östra Skrukeby kyrka.
Cederholm tjänstgjorde under Karl XII en tid i fältkansliet och sändes 1712 enligt kungens önskan ut till Bender, varvid han av rådet fick i uppdrag att framföra dess berättelse om rikets inre tillstånd. Efter många äventyr framkommen, blev Cederholm fången under kalabaliken men snart åter fri och återvände 1714 till Stralsund.
Efter att ha adlats 1714 deltog han flitigt i riksdagarna och insattes i en mängd utskott. Vid hattpartiets bildande slöt sig Cederholm till detta och blev 1739 justitiekansler. Cederholm invaldes 1740 i Kungliga Vetenskapsakademien som ledamot nummer 39.

### Egendom
Cederholm ägde gården Grimstad i Östra Skrukeby socken och Frö i Lillkyrka socken.